# 李海珍
李海珍（韓語：이해진，1967年6月22日—），韓國企業家，Naver株式會社創辦人。
1990年畢業於首爾大學計算機科學及工程系，1992年再從韓國科學技術院取得電腦科學碩士，其後曾在三星SDS研究所擔任研發工程師。1997年以5億韓元的資金，成立了三星SDS第一個公司內創業的公司——Naver.com。後來公司脫離了三星，並且跟遊戲入口網站Hangame合併，成立了NHN集團。其後研發出了「知識in服務」搜尋引擎，並與Naver網站內的各種數據進行整合，成功帶領網站壟斷韓國搜尋器市場。